# María Estela Monti
María Estela Monti (* 31. Dezember 1969) ist eine argentinische Tangosängerin.

## Leben und Wirken
Monti hatte Gesangsunterricht bei Flora Yunguerman, Leticia Caramelli, Laura Yusem, Celia Gontade, Daniel Di Pace, Liliana Cangiano und Alfredo Rosenbaum. Ab 1985 war sie Sängerin der Gruppe Suburbio, mit der sie u. a. im Rundfunk und Fernsehen, am Teatro Nacional Cervantes und
beim Festival OTI de la Canción auftrat und die Alben Techos de Coghlan und Ciudad Vital aufnahm. Daneben trat sie mit Musikern wie Pablo Aguirre, Horacio Larumbe, Oscar Cardozo Ocampo, Bernardo Baraj, Domingo Cura, Horacio Ferrer und Raúl Lavié auf.
Nach der Trennung von der Gruppe Suburbio Mitte der 1990er Jahre wandte sich Monti zunehmend dem Tango zu. 1999 gründete sie das Trio Alma Bohemia, mit dem sie die CD Alma en vivo aufnahm. Seit 2001 tritt sie als Solistin begleitet von den Gitarristen Gustavo Fernández und Pepe Listorti auf. 2003 erschien ihr erstes Soloalbum Ciudadana, 2005 folgte das Album Ciudad Secreta.